# Felipe Melo
Felipe Melo de Carvalho (sinh ngày 26 tháng 6 năm 1983 ở Volta Redonda) là một tiền vệ phòng ngự người Brasil hiện đang chơi cho Fluminense của Brasil.

## Sự nghiệp câu lạc bộ

### Tại Brazil
Melo khởi nghiệp ở Flamengo, sau đó chuyển tới Cruzeiro và Grêmio.

### Tại Tây Ban Nha
Melo chuyển tới Tây Ban Nha để gia nhập RCD Mallorca vào cuối mùa giải 2004-05. Sau đó, anh gia nhập Racing de Santander và có 2 mùa giải ở đây trước khi chuyển tới UD Almería. 

### Tại Ý
Sau một mùa giải thành công cùng Almeria, Melo đồng ý chuyển tới đội bóng của Ý ACF Fiorentina với mức giá khoảng 13 triệu Euro ở mùa giải 2008-09. Anh có trận ra mắt ở lượt đi vòng loại thứ 3 cúp C1 gặp Slavia Praha, và ghi bàn đầu tiên vào lưới Atalanta ở Serie A.
Vào ngày 30 tháng 6 năm 2009, sau màn trình diễn xuất sắc ở FIFA Confederations Cup 2009, Melo ký hợp đồng mới có thời hạn 5 năm cùng Fiorentina, với điều khoản phá vỡ hợp đồng là 25 triệu euro, tuy nhiên, Melo lại nhận được lời mời từ Juventus. 2 đội bóng sau đó đồng ý mức phí 25 triệu euro và Marco Marchionni của Juve gia nhập Fio với mức giá 4,5 triệu. Sau đó, Cristiano Zanetti cũng tới Viola với mức giá 2 triệu euro khiến Juve chỉ còn phải trả 18,5 triệu euro cho thương vụ này.
Melo ghi bàn đầu tiên trong trận mở màn mùa giải mới vào lưới AS Roma trong chiến thắng 3-1 của đội bóng.
Felipe Melo được bầu là cầu thủ tệ nhất năm 2009 bởi độc giả tờ II Fatto Quotidiano.

## Thi đấu quốc tế
Melo có trận ra mắt cho đội tuyển bóng đá quốc gia Brasil trong trận giao hữu gặp đội tuyển bóng đá quốc gia Ý vào ngày 10 tháng 2 năm 2009, trận này Brazil thắng 2-0. Ah ghi bàn đầu tiên ở vòng loại World Cup 2010 trong chiến thắng 3-0 trước đội tuyển bóng đá quốc gia Peru. Ở FIFA Confederations Cup, Melo cũng ghi bàn mở tỉ số trong chiến thắng 3-0 trước đội tuyển bóng đá quốc gia Mỹ ở vòng bảng. Melo ra sân đầy đủ trong cả năm trận của Brazil và góp công lớn vào chức vô địch của đội tuyển.

## Danh hiệu
Flamengo
- Campeonato Carioca: 2001
- Copa dos Campeões: 2001

Cruzeiro
- Campeonato Brasileiro Série A: 2003
- Copa do Brasil: 2003
- Campeonato Mineiro: 2003

Quốc tế
- FIFA Confederations Cup: 2009

Cá nhân
- Bidone d'oro: 2009